# Henri Valette
Pour les articles homonymes, voir Valette.
Ne doit pas être confondu avec Henri Vallette.
Henri Valette, né le 24 août 1874 dans le 2e arrondissement de Paris et mort le 4 mai 1936 dans le 16e arrondissement de Paris, est un architecte français installé à Berck, membre de l'académie d'architecture de 1905 à sa mort.

## Biographie
Jean Baptiste Henri Valette naît le 24 août 1874 dans le 2e arrondissement de Paris du mariage de Jean Frédéric Valette et Eugénie Rosalie Millot. Il se marie, en premières noces, avec Rose Henriette Derreal, le 3 juin 1902 à Chatou, et en secondes noces, avec Madeleine Clémence Benjamine Augustine Rouillon, le 27 août 1921 dans le 13e arrondissement de Paris,,.
Il est élu membre de la Société centrale des architectes français devenue Académie d'architecture en 1905 et y reste jusqu'à sa mort.
En 1906, ses bureaux sont situés rue Carnot à Berck dans le département du Pas-de-Calais et à Paris.
Il meurt le 4 mai 1936, 2, rue du Docteur-Blanche dans le 16e arrondissement de Paris, il est domicilié au 46, rue de la Clef.

## Principales réalisations
Henri Valette est « un spécialiste de la villa de style balnéaire associé de régionalisme, de néogothique et parfois teinté d’art nouveau ».
Ses principales réalisations se situent sur la Côte d'Opale :
- au Touquet-Paris-Plage : - la villa Le Castel située 50, rue Jean-Monnet, construite en 1904.  Inscrite MH (décembre 1997, façade et toiture)[BM 1],[BM 2].
Henri Valette est, avec l'architecte Anatole Bienaimé, « celui qui a forgé le caractère de la station »[7] ; 
- la résidence Britania (1910), située 64, rue de Londres[8], dont le rez-de-chaussée est occupé par la société des eaux du Touquet en 2010.
- à Berck, où plusieurs maisons dont il a dessiné les plans sont répertoriées à l'inventaire général du patrimoine culturel[9],[10] :
  - villa Clos Fleuri, 25, rue Arthur-Becquart, 1911[BM 3],
  - immeuble, 69, rue de la Mer[BM 4],
  - modification du chalet du Rosaire, 37, rue Rothschild[BM 5],
  - villa Le Tourbillon, 15, rue Rothschild[BM 6],
  - villa Le Cyclone, 3, rue Rothschild[BM 7],
  - villa Chiffon, 43, rue Simon-Dubois[BM 8],

mais aussi en région Île-de-France, comme la villa Le Clos Fleuri, 50, rue Carnot, à Cormeilles-en-Parisis.

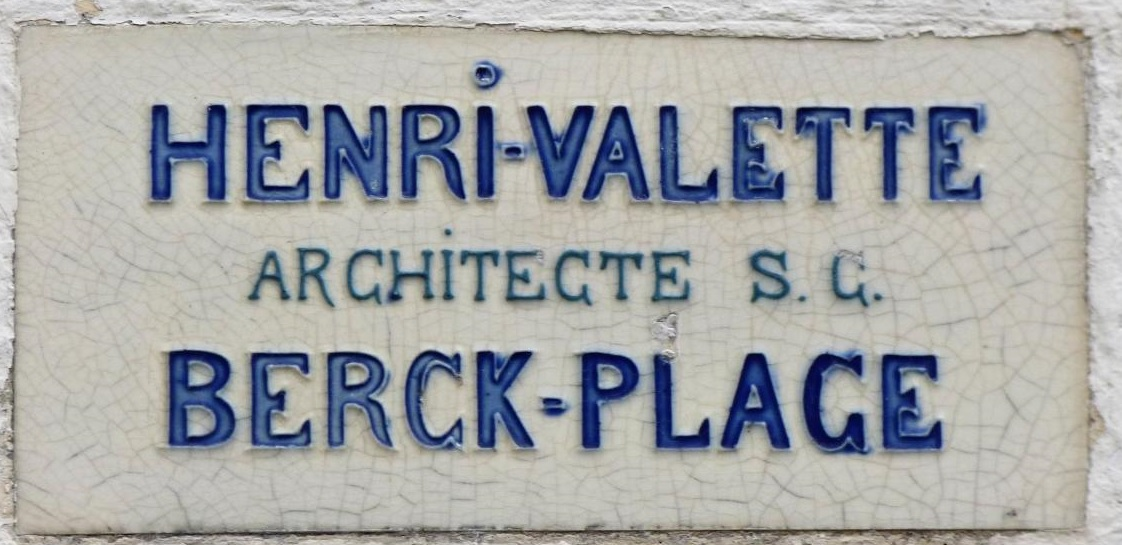
Plaque de l'architecte Henri Valette sur une villa à Berck.
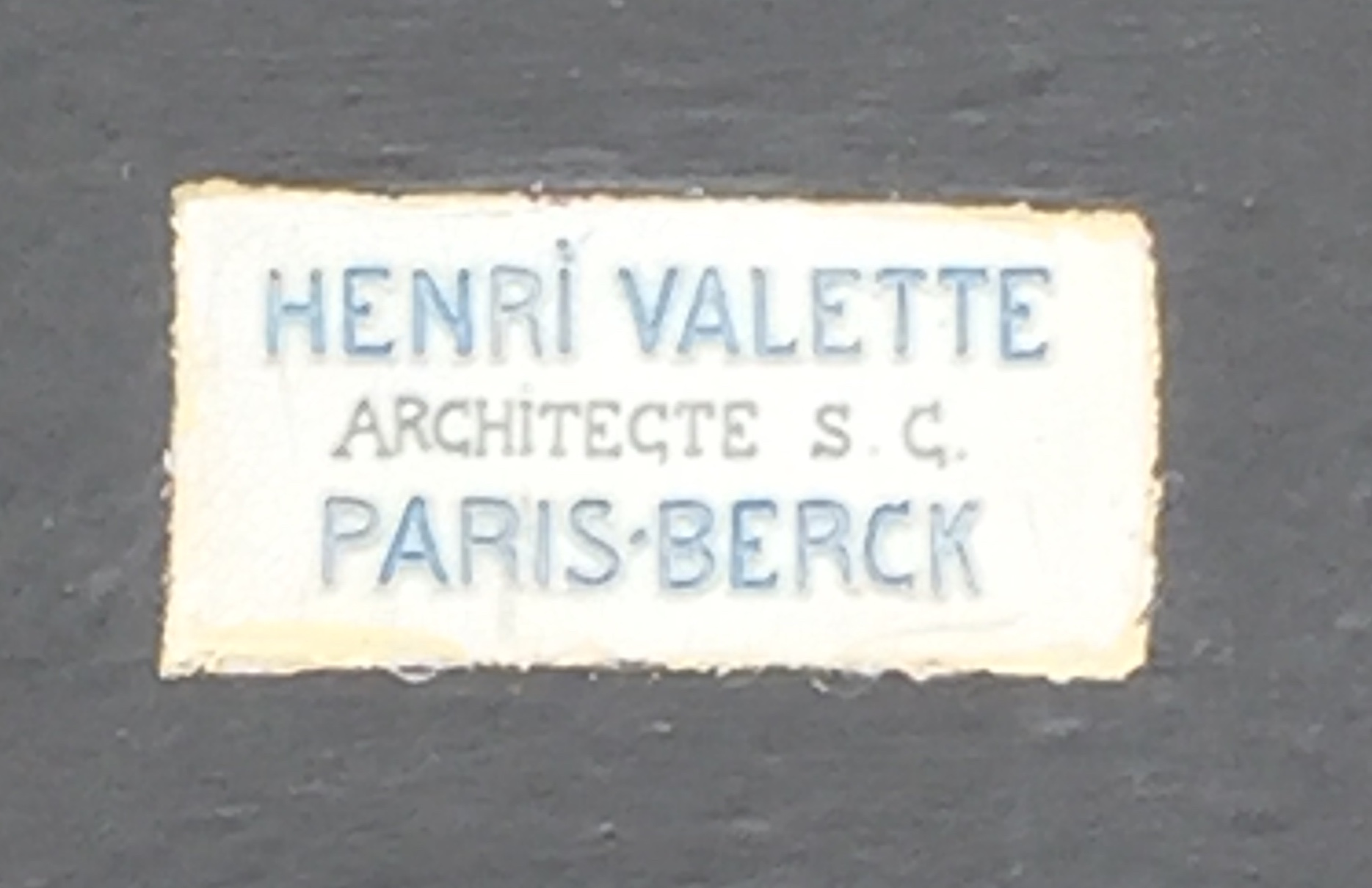
Plaque de l'architecte Henri Valette au Touquet-Paris-Plage.

## Pour approfondir

### Base Mérimée du ministère de la Culture
1. ↑  « Villa Le Castel », notice no PA62000015.
2. ↑  « Maison dite Villa La Tourelle puis Le Castel », notice no IA62000157.
3. ↑  « Maison dite Villa Clos Fleuri », notice no IA62000464.
4. ↑  « Immeuble à logements », notice no IA62000452.
5. ↑  « Maison dite chalet du Rosaire », notice no IA62000448.
6. ↑  « Maison dite Villa Le Tourbillon », notice no IA62000449.
7. ↑  « Maison dite Villa Le Cyclone », notice no IA62000450.
8. ↑  « Maison dite Villa Chiffon », notice no IA62000925.

### Autres sources
1. 1 2  « Cote D4R1 816, fiche militaire matricule 91 du 6e bureau de Paris », sur archives.paris.fr (consulté le 2 décembre 2019).
2. ↑  « Acte de mariage no 14 », sur archives.yvelines.fr (consulté le 2 décembre 2019).
3. ↑  « Acte de naissance no 1200 », sur archives.paris.fr (consulté le 2 décembre 2019), p. 4/31.
4. ↑  
« Sa photo dans le fonds ancien de la Société centrale des Architectes », sur académie d'architecture (consulté le 16 septembre 2019).
5. ↑  « Acte de décès d'Henri Valette no 757 », sur archives.paris.fr (consulté le 3 juillet 2020), p. 16.
6. 1 2  Jean Pierre Denis, in la revue d’architecture L’Habitation Moderne» no 25, pages 97 et 98, janvier 2015.
7. ↑  
Kathleen Meneghini, « Le Touquet : Anatole Bienaimé, architecte de 100 villas... dont des Macron », sur Les Échos du Touquet, 18 octobre 2018 (consulté le 16 septembre 2019).
8. ↑  « Le Britania », sur PSS-Archi.
9. ↑  
« Henri Valette », sur la bibliothèque numérique du Conservatoire national des arts et métiers (consulté le 16 septembre 2019).
10. ↑  
« L'architecture du littoral : (Picardie-Flandre. Normandie. Bretagne) », sur Région Hauts-de-France (consulté le 20 avril 2024).